# 橘まりや
橘 まりや（たちばな まりや、1991年8月12日 - ）は、日本の女性タレント。神奈川県出身。元フィット所属。

## 人物
趣味はスポーツ観戦(サッカー／競馬)
2019年2月、「FLASH presents写真集争奪オーディション 第6弾」において、グランプリを受賞。これに伴い初の写真集「追憶　Reminiscence」を発売。
2019年10月、ヤングアニマル誌面グラビア争奪バトルに参加。予選Aブロック2位通過も決勝ブロックで3位敗退となる。
2021年3月23日、同年2月末を以ってフィットを退所し、同年3月25日以降シンガポールに語学留学することを報告。その後はシンガポールを活動拠点にしている。

## 出演

### テレビ
- 紅白歌合戦’99 KinKi Kids フラワー (NHK)
- 英語であそぼ (NHK)
- ティンティンTOWN!(日本テレビ) かごじぞう&ののぽん､ヘラクレス愛ちゃん
- ビックウェンズデー (日本テレビ)
- 東京オーディション(仮) (東京MX) 5月レギュラー
- けんたろうさんとミクのワイワイキッズ (キッズステーション)

### WEB
- ふぃっとわんだふるぱーてぃー (マシェバラ)
- DTテレビ (2018年 - 、AbemaTV)
- チャリチャン＠チャリロト (ニコニコ生放送)

### 広告
- 日産「セレナ」
- グリコ「すくすくキッズアイ」
- 日本コカ･コーラ「ファンタ」
- 明治乳業「明治コーンソフト」
- セガ「ドンキーコング2」
- セガ「ダンスピコ」

### ラジオ
- GirlsGirlsGirlsRedZone (FMフジ) MC兼パーソナリティ

### 舞台
- エルダアルゴミュージカル「スタート!」
- ジョーズカンパニー「ココ･スマイル4」
- ジョーズカンパニー「ココ･スマイル6」
- ジョーズカンパニー「ラブリーズ」

## 作品

### 写真集
- 追憶　Reminiscence（2019年2月23日、光文社、撮影：関純一）ISBN 978-4334902384

### DVD
- 抱きしめて（2019年1月31日、エスデジタル）